# Austrochaperina adamantina
Austrochaperina adamantina es una especie  de anfibios de la familia Microhylidae.

## Distribución geográfica
Se encuentra en Papúa Nueva Guinea